# Brauerei Hofstetten
Pour les articles homonymes, voir Hofstetten.
 (janvier 2022).
La Brauerei Hofstetten Krammer GmbH & Co KG est une brasserie située à Sankt Martin im Mühlkreis, dans le Land de Haute-Autriche.

## Histoire
Hofstetten est mentionné pour la première fois dans un document en 1229 comme la propriété de la famille Piberstein, où l'on suppose que la bière pour le restaurant était déjà brassée le long de la Via Regia. On considère qu'elle est la plus ancienne brasserie d'Autriche. À cette époque, elle sert probablement les voyageurs de commerce de la Salzstraße, qui traverse le centre de Saint-Martin. Une brasserie à Hofstetten n'est en fait mentionnée qu'en 1449 dans le livre terrier de Wallsee. Les premières armoiries de la brasserie subsistent sur une plaque en étain de 1560.
La brasserie seigneuriale devient indépendante. On recense une production de 680 Eimern à partir de 1728, en 1795 la production était de 1 809 Eimern. En 1847, le marchand de bétail Kaspar Krammer d'Ottau achète la propriété endettée aux enchères. La brasserie appartient à la famille Krammer depuis cette année-là. En 1925 la production est de 2 145 hectolitres, en 1929 les capacités sont augmentées.
En 1998, Peter Krammer reprend la brasserie de son père Franz et externalise l'embouteillage à la brasserie de l'abbaye de Schlägl. En 1999, l'offre de visites guidées est élargie et la salle de dégustation est rénovée. La production passe entre 2000 et 2008 de 5 000 hl à 5 700 hl et enfin en 2016 à 8 000 hl. Surtout, Peter Krammer élargit considérablement la gamme des bières fortes. Depuis septembre 2008, il exporte également de la bière aux États-Unis.
La brasserie Hofstetten est active dans la coopération brassicole du Mühlviertel "Bierviertel".

## Production
Outre les bières autrichiennes classiques telles que la märzen, la Weihnachtsbock ou la Spezialbier, la brasserie Hofstetten propose également une pils et d'autres bocks et spezialbiers. La « Kübelbier », une zwickelbier qui doit son nom au fait qu'elle était soutirée de la cuve de stockage dans un seau et servie dans la brasserie, a une notoriété particulière. Une bière fermentée avec du jus de potiron est également proposée en automne. En plus de la "Granitbier", une bière spéciale de couleur ambrée, le maître brasseur Jens Luckart brasse également des bières avec du miel. En 2008, la "Granitbock" est brassé pour la première fois, du granit incandescent est trempé dans le moût. Pour le marché américain, la brasserie développé la Saphir-Bock, une bock brassée avec la variété de houblon Saphir, ainsi que d'autres bières de spécialité.